# Pfauenfederwurm

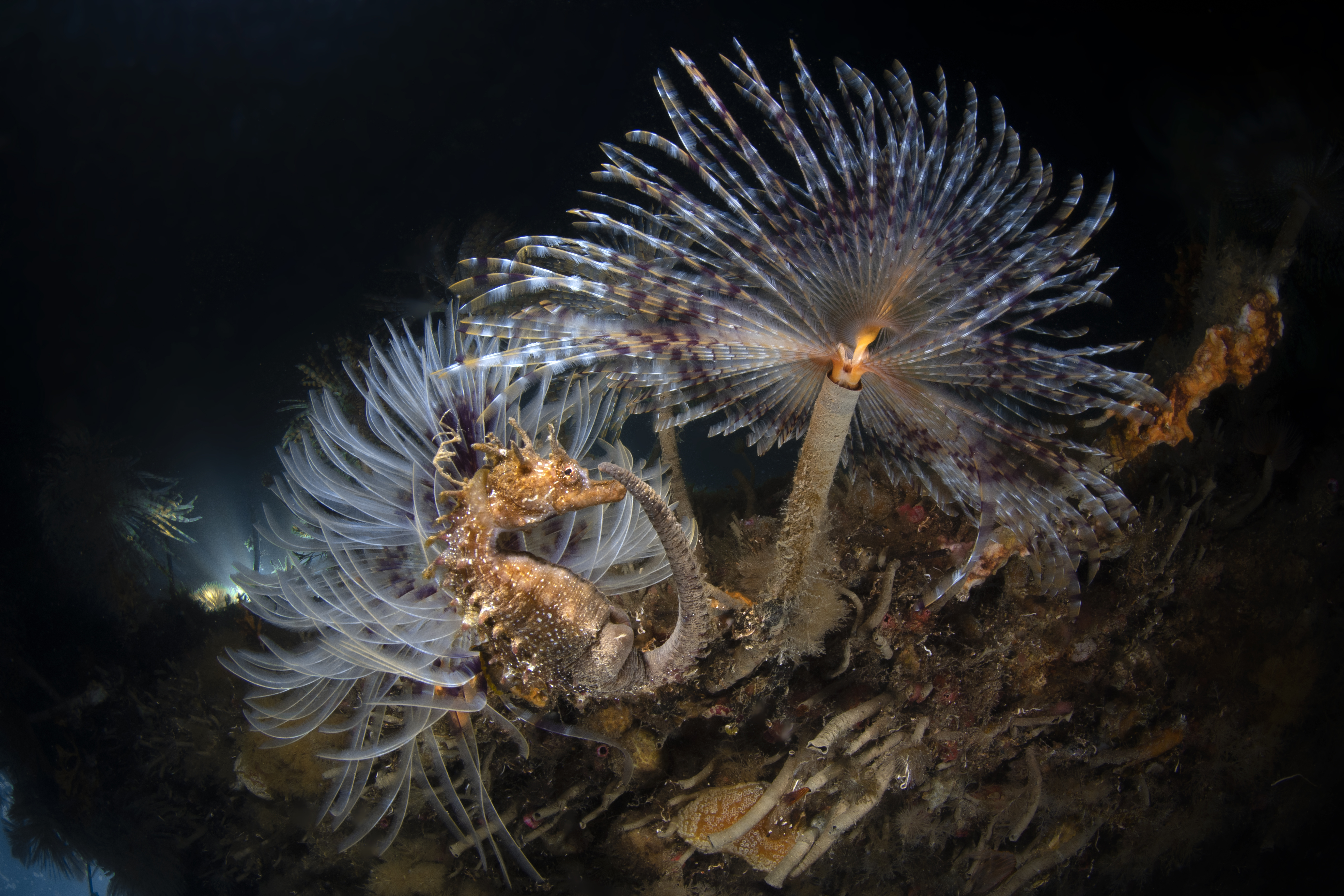
Zwei Pfaunwürmer mit einem Kurzschnäuzigen Seepferdchen
Porto Cesareo, Italien

Der Pfauenfederwurm (Sabella pavonina) ist eine Art aus der Familie der Federwürmer (Sabellidae), die auf dem Meeresboden sessil in Röhren lebt.

## Merkmale
Wenn diese Würmer ihre federförmigen Tentakel aus ihrer Röhre strecken, ähnelt das eher einem radschlagenden Pfau als einem Wurm. Diese Eigenart führte auch zum Artepitheton pavonina nach dem wissenschaftlichen Namen für den Pfau Pavo. Die Federkrone besteht aus zwei Teilen, die auf jeder Seite meist in ungefähr gleich viele Filamente gespalten sind. Die Anzahl der Filamente beträgt zwischen 25 und 50 auf jeder Seite. Bei der Varietät Sabella pavonina var. bicoronata sind die beiden Teile der Tentakelkrone jedoch sehr unterschiedlich ausgebildet. Ein Exemplar kann hier beispielsweise auf einer Seite 41, auf der anderen 83 Filamente aufweisen.
Der Pfauenfederwurm kann etwa 30 Zentimeter lang werden, wobei der Wurm, mit nur 4 mm Durchmesser sehr dünn ist.
Wie alle Gliederwürmer besteht der langgestreckte Körper aus vielen gleichartig gebauten Segmenten, beim Pfauenfederwurm können diese eine Anzahl von 100 bis 600 erreichen. Die pergamentartige Röhre ist ein Ausscheidungsprodukt der Haut des Pfauenfederwurms.

## Vorkommen und Lebensraum
Der Pfauenfederwurm kommt am häufigsten im Atlantischen Ozean, rund um die Britischen Inseln, sowie am einigen Orten im Mittelmeer vor.
Federwürmer leben küstennah im flachen Wasser vor eher geschützten Küstenabschnitten, in denen der Meeresboden (Benthal) aus Schlamm, Sand oder Kies besteht.

## Lebensweise
Als Filtrierer ernährt sich das Tier, indem es seine federförmigen, zarten Fangarme aus der oberer Öffnung der Wohnröhre streckt, um so Plankton, Algen und Schwebstoffe aus dem Wasser zu filtert. Werden die Tentakel berührt oder fällt ein Schatten darauf, ziehen sich die Tiere sofort in die Röhre zurück. Tie Tiere leben überwiegend sessil, da sie ihre Röhre verlassen müssen, um den Standort zu wechseln.
Die Federwürmer bilden oft Gemeinschaften mit anderen Tieren, darunter Hornkieselschwämme (z. B. Esperiopsis fucorum, Haliclona oculata) oder Brotkrumenschwämme, sowie Seeanemonen einschließlich der Dickhörnigen Seerose (sowie weiteren Arten, z. B. Sagartia elegans und Cerianthus lloydii).